# Kevin González
Kevin Damián González (n. San Miguel, Buenos Aires, Argentina; 7 de noviembre de 1995) es un futbolista argentino que juega de volante y su equipo actual es San Martín de San Juan de la Primera Nacional.

## Trayectoria
Empezó su carrera en Muñiz, debutando en febrero de 2016 en el empate 1 a 1 ante Argentino de Rosario por la Primera D 2016. En 2017 pasa a Real Pilar y un año después pasa a Central Ballester.
En 2019 llega a Atlas, donde llega a destacarse. En este club consigue su primer logro deportivo al conseguir el segundo ascenso a la Primera C 2021 tras derrotar a Deportivo Paraguayo por 2 a 0.
En 2022 pasa a Estudiantes de Caseros, pegando el salto a la Primera B Nacional. En el "pincha" logra llegar a la final del reducido por el segundo ascenso a Primera División, aunque perdieron dicha serie con Instituto en un global de 1 a 1 donde "la gloria" paso por ventaja deportiva.
En enero de 2023 llega a Patronato de la Primera B Nacional, donde juega por primera vez la Copa Libertadores.

## Clubes
| Club                   | País      | Año             |
| ---------------------- | --------- | --------------- |
| Muñiz                  | Argentina | 2016 - 2017     |
| Real Pilar             | Argentina | 2017 - 2018     |
| Central Ballester      | Argentina | 2018 - 2019     |
| Atlas                  | Argentina | 2019 - 2021     |
| Estudiantes (BA)       | Argentina | 2022            |
| Patronato              | Argentina | 2023            |
| San Martín de San Juan | Argentina | 2024 - Presente |

## Logros
| Logro               | Club  | País      | Año  |
| ------------------- | ----- | --------- | ---- |
| Ascenso a Primera C | Atlas | Argentina | 2020 |